# ترتولس
ترتلس دهستانی در استان آبیلای اسپانیا است.
در این دهستان ۱۱۲ نفر زندگی می‌کنند. مساحت این دهستان ۲۰٫۶۰ کیلومتر مربع است.